# Karshomyia atricauda
Karshomyia atricauda är en tvåvingeart som beskrevs av Jean-Jacques Kieffer 1913. Karshomyia atricauda ingår i släktet Karshomyia och familjen gallmyggor.
Artens utbredningsområde är Kenya. Inga underarter finns listade i Catalogue of Life.